# Les Schtroumpfs et l'Arbre d'or
Les Schtroumpfs et l'Arbre d'or est le vingt-neuvième album, et la quatre-vingt-treizième histoire, de la série de bande dessinée Les Schtroumpfs originellement créée par Peyo. Publié en 2011 aux éditions Le Lombard, l'album est scénarisé par Alain Jost et Thierry Culliford et illustré par Pascal Garray.

Le récit aborde le problème de la superstition des masses au sein d'un microcosme social, ici le village Schtroumpf.

## Résumé
Alors que les Schtroumpfs célèbrent « l'Alibouschtroumpf » autour de l'arbre d'or, un aliboufier recouvert d'une fine couche d'or, un orage éclate et la foudre s'abat sur l'arbre. L'arbre d'or était censé éloigner les ennuis de la vie des Schtroumpfs et favoriser leurs récoltes ; avec la destruction de l'arbre, les Schtroumpfs sombrent dans la superstition. Face à cela, le Grand Schtroumpf cherche des solutions.

## Couverture
Sur fond bleu marine, au centre-bas le Schtroumpf bricoleur concentré applique une couche d'or sur un tronc d'aliboufier, la Schtroumpfette l'air inquiète à gauche porte deux trèfles à quatre feuilles, un Schtroumpf naturel angoissé à droite tient un fer à cheval.